# Ma femme (Tchekhov)
Pour les articles homonymes, voir Ma femme.
Ma femme est une nouvelle de cinquante pages d'Anton Tchekhov (en russe : Jena).

## Historique
Ma femme est initialement publiée dans la revue russe Le Messager du Nord, numéro 1, en janvier 1892. Aussi traduit en français sous le titre L’Épouse.

## Résumé
Pavel est dans sa maison à la campagne, retraité depuis peu. Il a l'ambition d'écrire des livres techniques sur le chemin de fer russe. Depuis deux ans, il est séparé de corps de sa femme. Il habite le premier étage, et sa femme le rez-de-chaussée. Ils se croisent parfois dans le vestibule pour parler du temps. Près de 20 ans d’écart, des caractères très différents ont transformé ce mariage d’amour en une haine féroce chez elle et un désintérêt de façade chez lui.
1892, année de mauvaise récolte en Russie. Des paysans affaiblis par les privations meurent ou sont malades. Natalia se démène pour organiser les secours. Elle organise des réunions et coordonne les secours, mais Pavel s’en mêle à son grand désespoir. Il fait cela par obligation et elle par conviction. Pavel est dur et cassant. Tout le monde le fuit. Constatant sa solitude après un repas bien arrosé chez Braguine, il revient aux pieds de sa femme et met sa fortune au service de la charité. Il sera bientôt ruiné, mais il est apaisé.

## Les personnages
- Pavel, 46 ans, secrètement amoureux de sa femme.
- Natalia, 27 ans, femme de Pavel, elle le hait.
- Ivan Braguine, plus de 50 ans, ami du couple.

## Édition française
- Ma femme, traduit par Edouard Parayre, Édition Gallimard, Bibliothèque de la pléiade, 1970  (ISBN 2-07-010550-4)